# Jeroom Mahieu
Henricus Hieronymus Cornelius (Jeroom) Mahieu (Poperinge, 16 december 1874 - Diksmuide, 14 oktober 1955) was een Belgisch rooms-katholiek priester, grootvicaris van het bisdom Brugge en religieus auteur. 

## Levensloop
Jeroom Mahieu was een zoon van de herbergier Carolus Mahieu en van Clementia Loridan. Na zijn humaniorastudies trad hij in het Brugse seminarie. In 1896 werd hij naar Leuven gestuurd en promoveerde er tot doctor in theologie. In 1897 werd hij in Brugge tot priester gewijd.
Hij werd in 1900 onderpastoor in de Sint-Bartholomeuskerk in Moeskroen en werd nog hetzelfde jaar professor aan het grootseminarie in Brugge en in 1903 werd hij er directeur. In 1911 werd hij secretaris van het bisdom en meteen titulair kanunnik van het Sint-Salvatorskapittel, geestelijk directeur van de Zusters van de Heilige Jozef en pro-synodaal examinator. Binnen het kapittel werd hij cantor (1925) en aartsdiaken (1932).
In 1931 werd hij vicaris-generaal en bleef dit tot aan zijn dood. Na de intronisatie van Emiel-Jozef De Smedt als bisschop van Brugge, werd Mahieu voor zijn lange dienstjaren bedankt met de pauselijke titel van protonotarius apostolicus. Hij werd op 19 oktober 1955 in de Brugse kathedraal begraven.

## Publicaties
- Religieuze boekjes in de E.K.-reeks "Herautjes" van Averbode.
- Bijdragen aan de "Dictionnaire de théologie ascétique et mystique".
- Het brood des levens, 1906.
- Het decreet over de dagelijksche communie, 1907.
- Probatio charitatis. Meditationes ad usum cleri, 1910.
- Le pain de vie : vie surnaturelle - communion quotidienne, 1911.
- Manuel des jeunes communiants, 1911.
- Opvoeding in huis en school, 1912.
- Het inwendig gebed, 1920.
- Over geestelijk leven, 1921.
- De liefde Gods bij voorkeur naar de leering van den Heiligen Franciscus van Sales, 1924.
- Het brood des levens : bovennatuurlijk leven, dagelijksche communie, 1924.
- Vasten-retraite met Jezus, 1928.
- De jubelaflaat in 1929, 1929.
- Onze-Lieve-Vrouw boodschap, 1931.
- Onze-Lieve-Vrouw bezoeking, 1932.
- Een apostel der heilige mis, zijne excellentie monseigneur Waffelaert, 1932.
- Onze gelukzalige Jan van Ruusbroec, 1932.
- Tota pulchra es, Maria : Onze Lieve Vrouw onbevlekt ontvangen, 1933.
- Viert het verlossingswerk in het heilig misoffer, 1933.
- Bij de kerstkribbe : overwegingen, 1933.
- En Dieu!, 1934.
- Naar innige vereeniging met God, 1934.
- O admirabile commercium!, 1935.
- Van den koninklijken weg van het heilig Kruis, door Thomas a Kempis : Navolging van Christus, 1937.
- Het leven van onzen Heer Jesus-Christus, 1939.
- Intimité avec Dieu, 1941.
- In retraite met priester Poppe, 1942.
- Naar God, onzen Vader door Jezus Christus, 1942.
- Een overzicht van het geestelijk leven, 1947.
- Monseigneur Waffelaert en Guido Gezelle, in: West-Vlaanderen, 1953.

Hij publiceerde in de tijdschriften Collationes Brugenses, Pastor bonus en Tijdschrift voor geestelijk leven.

## Jeroom Mahieu en Guido Gezelle
Mahieu was een bewonderaar van de dichter Guido Gezelle. Hij steunde de eerbetuigingen die de dichter na zijn dood te beurt vielen.
Volgens hem had bisschop Waffelaert zich laten ontvallen dat men (wellicht bedoelde hij de verantwoordelijken in het bisdom in de tijd van  bisschop Faict) niet zeer vriendelijk met Gezelle was geweest en men hem wel tijdens zijn leven meer eer had kunnen bewijzen.

## Bron
- Archief bisdom Brugge: N66, B465, B471, jaarboeken.